# Сакристан, Хосе
Хосе́ Сакриста́н (исп. José Sacristán; род. 27 сентября 1937, Чинчон, Мадрид, Вторая испанская республика) — популярный испанский актёр кино, театра и телевидения, кинорежиссёр. Дважды лауреат «Серебряной раковины лучшему актёру» — приза Международного кинофестиваля в Сан-Себастьяне и четырежды лауреат премии Fotogramas de Plata.

## Биография
В молодости работал автомехаником. После службы в армии в Мелилье решил стать актёром, начинал в мадридском Театре инфанты Изабеллы.

## Фильмография
- Побег / Escape (2024)
- 13 изгнаний дьявола / 13 exorcismos (2022)
- Открытое море / Alta Mar (2019)
- Волшебная девочка / Magical Girl (2014)
- Мертвец и быть счастливым / El muerto y ser feliz (2012)
- Мадрид, 1987 / Madrid, 1987 (2011)
- То, ради чего стоит жить / Cosas que hacen que la vida valga la pena (2004)
- Рим / Roma (2004)
- Коррупция в Ватикане / Fumata blanca (2002)
- La marcha verde (2001)
- Ja me maaten (2000)
- 7000 Días Juntos (1995)
- Сосуществование / Convivencia (1993)
- Всех в тюрьму / Todos a la cárcel (1993)
- Madregilda (1993)
- Птица счастья / El pájaro de la felicidad (1993)
- Historias de la puta mili (1993)
- Место в мире / Un lugar en el mundo (1992)
- El vuelo de la paloma (1989)
- Путешествие в никуда / El viaje a ninguna parte (1986)
- A la pálida luz de la luna (1985)
- Коровёнка / La vaquilla (1985)
- La noche más hermosa (1984)
- Эпилог / Epílogo (1984)
- Оловянные солдатики / Soldados de plomo (1983)
- La colmena (1982)
- Navajeros (1980)
- Операция «Чудовище» / Operación Ogro (1979)
- Miedo a salir de noche (1979)
- Mis relaciones con Ana (1979)
- ¡Arriba Hazaña! (1978)
- Un hombre llamado flor de otoño (1978)
- Solos en la madrugada (1978)
- Депутат / El diputado (1978)
- Oro rojo (1978)
- Reina Zanahoria (1977)
- Asignatura pendiente (1977)
- Hasta que el matrimonio nos separe (1976)
- Ellas los prefieren…locas (1976)
- Las largas vacaciones del 36 (1976)
- El secreto inconfesable de un chico bien (1975)
- La mujer es cosa de hombres (1975)
- Lo verde empieza en los Pirineos (1975)
- No quiero perder la honra (1975)
- Los nuevos españoles (1975)
- Mi mujer es muy decente, dentro de lo que cabe (1974)
- Vida conyugal sana (1974)
- Sex o no sex (1974)
- El abuelo tiene un plan (1973)
- Señora doctor (1973)
- Las estrellas están verdes (1973)
- El padre de la criatura (1972)
- París Bien Vale una Moza (1972)
- Guapo heredero busca esposa (1972)
- Vente a Alemania, Pepe (1971)
- Vente a ligar al Oeste (1971)
- No desearás a la mujer del vecino (1971)
- Las ibéricas F.C. (1971)
- Испанки в Париже /Españolas en París (1971)
- El apartamento de la tentación (1971)
- Pierna creciente, falda menguante (1970)
- Cateto a babor (1970)
- La tonta del bote (1970)
- Don Erre que Erre (1970)
- Una señora llamada Andrés (1970)
- El ángel (1969)
- Sangre en el ruedo (1969)
- Soltera y madre en la vida (1969)
- Relaciones casi públicas (1968)
- ¡Cómo está el servicio! (1968)
- Sor Citroën (1967)
- La ciudad no es para mí (1965)